# 亞洲水泥（中國）

亞泥(中國)的品牌標誌(洋房牌水泥)

亞洲水泥（中國）控股公司，簡稱亞洲水泥（中國）控股，以及亞洲水泥（中國）（英語：Asia Cement (China) Holdings Corporation，港交所：0743、OTCBB：AACEY
），於1997年由台灣亞洲水泥於江西省設立「江西亞東水泥有限公司」。現時業務在國內經營生產主要产品（包括熟料、各种水泥及混凝土产品）销售及分销至主要市场。 
主席為徐旭東。總裁為吳中立。總部位於中國江西省瑞昌市碼頭鎮亞東大道6號，以及香港銅鑼灣禮頓道103號力寶禮頓大廈11樓B室部分。

## 簡歷
臺灣官方開放水泥業西進後於1997年第一家在江西省設廠的臺資水泥公司。
亞泥中國事業在2008年5月20日於港交所主板上市，招股價為6.45港元，全球發售為3.75億股，集資額為24.18億港元。
2010年5月併購了武漢鑫凌雲，總產能達1200萬噸，晉陞華中地區前三大水泥廠。
2010年起透過旗下的亞泥尖鋒公司逐年增購山水水泥集團公司的股權，除透過與山水水泥簽署諒解備忘錄，取得山水水泥在大陸東北及內蒙子公司三成股權，並透過香港證券市場購入山水水泥的股權。2017年亞泥至5月中旬為止，持股已達近26.4%，成為僅次於天瑞水泥的第二大股東。
2014年4月16日，亞洲水泥（中國）持有72.49%的非全資附屬公司四川亞東水泥以約20.05億元人民幣收購四川蘭豐水泥全部股本權益，以進一步鞏固在四川地區的市場地位，並提升整體規劃和市場競爭力。
2014年水泥熟料產量為全中國前二十強之第十二名。
2014年在江蘇省泰州設立的水泥中繼轉運站，將銷售點佈局至國外。
2017年亞泥的水泥產量排全中國第十大。

## 產能
2016年11月，亞洲水泥（中國）的產能共計3300萬噸：亞泥中國在大陸產能分布江西約佔37%，湖北佔36%，四川佔27%。
主要的廠區有：江西亞東：年產能約1400萬公噸熟料，800萬公噸水泥。
四川亞東：年產能約495萬公噸熟料，600萬公噸水泥。
湖北亞東：年產能約330萬公噸熟料，400萬公噸水泥。
黃岡亞東：年產能約120萬公噸水泥。
揚州亞東：年產能約270萬公噸水泥。
武漢亞東：年產能約170萬公噸水泥，60萬公噸礦渣粉。
南昌亞東：年產60萬公噸礦渣粉，120萬公噸礦渣水泥。

## 連結
- achc.com.cn 亞洲水泥(中國)Archive.today的存檔，存档日期2013-06-28